# Гарматний дим
«Гарматний дим» (англ. Gun Smoke) — вестерн 1945 року режисера Говарда Бретертона. Це п’ятнадцята стрічка із серії фільмів про маршала "Неваду" Джека Маккензі. Головних ролі зіграли Джонні Мак Браун, Реймонд Гаттон, Дженніфер Голт, Райлі Гілл та Вен Райт. 

## Сюжет
"Невада" Джек Маккензі - федеральний маршал у відставці - знаходить повалений диліжанс із двома мертвими тілами. Разом зі своїм другом Сенді Гопкінсом, "Невада" проводить розслідування, та виходить на слід власника салуна Лакі Бейкера, якому допомагає найманець Наклз. 

## У ролях
- Джонні Мак Браун — "Невада" Джек Маккензі
- Реймонд Гаттон — Сенді Гопкінс
- Дженніфер Голт — Джейн Кондон
- Райлі Гілл — Джоел Хінклі
- Вен Райт — Наклз
- Ерл Годжінс — шериф Фін Елдер
- Рей Беннет — Лакі Бейкер
- Стів Кларк — Сода
- Маршалл Рід —  Циклон
- Джон Л. Кейсон —  Ред
- Луїс Харт — підручний
- Френк Елліс — Двойка
- Рой Батлер — шериф
- Канзас Мерінг — Вайті
- Дімас Сотелло — Шаг

## Зовнішні посилання
- Гарматний дим на сайті IMDb (англ.)